# Más Cantores (álbum)
Más Cantores es un disco grabado en el año 1967 para el sello de Polydor por el grupo folclórico argentino Los Cantores del Alba, siendo ya su octavo LP de su dilatada carrera artística. Su contenido es plenamente folklórico. Fue grabado en pleno auge del conjunto, siendo luego galardonado con disco de oro gracias a Lamento Mataco, un aire de bailecito compuesto por Gilberto Vaca, Javier Pantaleón y Víctor Polanco.

## Lista de canciones
1. Zamba del Silbador
2. Luna de Azahar
3. El Charanguero
4. La Macabra
5. Chaya Borracha
6. Regresando
7. Al Jardín de la República
8. Copla Amanecida
9. Lamento Mataco
10. Para mi Bombo
11. Salta Canta Así
12. Cueca del Quemador

## Miembros
- Horacio Aguirre: segunda voz y primera guitarra.
- Javier Pantaleón: bombo y tercera voz.
- Gilberto Vaca: voz baja, segundo bombo y guitarra de acompañamiento.
- Santiago Escobar: primera voz y segunda guitarra.